# Wandelanleihe
Eine Wandelanleihe (auch Wandelschuldverschreibung, Wandelobligation, englisch convertible bond) ist eine von einer Aktiengesellschaft ausgegebene und in der Regel mit einem Nominalzins ausgestattete Anleihe, die dem Inhaber das Recht einräumt, sie während einer Wandlungsfrist zu einem vorher festgelegten Verhältnis in Aktien einzutauschen; andernfalls wird die Anleihe zum Ende der Laufzeit zur Rückzahlung fällig. Wenn dieses Wahlrecht bei der Aktiengesellschaft und nicht dem Inhaber liegt, wird dies als Umgekehrte Wandelanleihe bezeichnet. Eine ähnliche Form von hybridem Kapital ist das Wandeldarlehen, das auch bei anderen Gesellschaftsformen verbreitet ist.
Dieses Recht, die Anleihe während der Wandlungsfrist in Aktien der Aktiengesellschaft einzutauschen oder sie bei Fälligkeit zurückzuzahlen, macht die Wandelanleihe zum eingebetteten Derivat eines strukturierten Finanzprodukts. Diese Form der Anleihe ist eine Mischform zwischen regulären Aktien und Anleihen. Die Kurse von Wandelanleihen reagieren in der Regel bei steigenden Börsenwerten ähnlich wie Aktien, mit der Eigenheit, dass sie nicht den vollen Anstieg mitmachen.
Da Wandelanleihen das Recht oder die Pflicht auf Umtausch der Anleihe in Aktien des Emittenten beinhalten, ist zunächst von der Hauptversammlung der jeweiligen Aktiengesellschaft ein entsprechender Beschluss zur Schaffung des bedingten Kapitals notwendig, aus dem bei der Wandlung die entsprechenden Aktien genommen werden.
Der Nominalzins, mit dem eine Wandelanleihe ausgestattet ist, liegt meist unter dem jeweiligen Zins des Kapitalmarkts. Die Emission setzt einen Hauptversammlungsbeschluss mit Dreiviertelmehrheit voraus. Den Aktionären steht somit ein gesetzliches Bezugsrecht zu. Zum Ausgleich des Kursunterschiedes zur Aktie der Gesellschaft wird ein Wandlungs- bzw. Umtauschverhältnis festgelegt. Nicht gewandelte Schuldverschreibungen werden am Ende der Laufzeit getilgt, es sei denn, in den Wandelanleihe-Bedingungen ist eine Wandlungspflicht festgelegt. Solche Wandelanleihen werden am Ende der Laufzeit pflichtgewandelt.
Ist der Emittent einer Wandelanleihe nicht mit der Aktiengesellschaft identisch, deren Aktien als Basiswert für die Wandelanleihe dienen, so spricht man nicht von einer Wandelanleihe, sondern von einer Umtauschanleihe.
Gelegentlich kommt es vor, dass sich ein Großaktionär (z. B. der Staat) von Anteilen an einem Unternehmen trennen will, dies aber nicht über eine Direktplatzierung der Aktien an einer Börse machen möchte, sondern durch die Emission einer Wandelanleihe.
Im Gegensatz zu Optionsanleihen kann bei einer Wandelanleihe die Wandlungsoption nicht von der Anleihe abgetrennt und gesondert gehandelt werden.

## Vor- und Nachteile für den Emittenten

### Vorteile für den Emittenten
- Ankaufsreiz für Anleger durch Umtauschrecht, daher ist meist eine gute Unterbringung der Anleihe möglich.
- Die AG erreicht durch die Ausgabe von Wandelschuldverschreibungen eine Fremdfinanzierung zu besonders günstigen Konditionen (z. B. nur 2,125 % Nominalzins und 100 % Einzahlung, anstelle einer Unterpari-Emission).
- Nur der nicht umgetauschte Teil der Wandelschuldverschreibungen muss getilgt werden. Fremdkapital wird zu Eigenkapital.
- Zinsen mindern den zu versteuernden Gewinn

### Nachteile für den Emittenten
- Unsicherheit über das Ausmaß der wirklichen Kapitalerhöhung
- Unter Umständen Ausgabe der Aktien unter Wert bei unerwarteter Kursentwicklung

## Vor- und Nachteile für den Anleger

### Vorteile für den Anleger
- Kombination von festem Ertrag bis zu Umtausch und Dividende nach Umtausch
- Ein steigender Aktienkurs führt auch zu einem entsprechenden Kursanstieg der Wandelschuldverschreibung.
- Kursverluste sind im Allgemeinen durch den Rückzahlungsanspruch zum Nennwert abgesichert, solange sich der Emittent keine Pflichtwandlung vorbehalten hat.
- Möglicher Umtauschgewinn durch entsprechend hohen Kurswert der Aktien zum Umtauschzeitpunkt.

### Nachteile für den Anleger
- Niedrigere Zinsen als bei normalen Unternehmensanleihen
- Bei Wandelanleihen mit Wandlungspflicht kann es durch gefallene Kurse der Aktie und die daraus resultierende Differenz zwischen Kurs und rechnerischem Nennbetrag bei Ausgabe der Teilschuldverschreibung zu erheblichen Verlusten auf Seiten des Anlegers kommen.
- Führt die Aktiengesellschaft vor der Wandelung eine Kapitalerhöhung durch, kann es für den Inhaber der Wandelanleihe zu starker Kapitalverwässerung kommen, wenn keine Verwässerungsschutzklauseln in den Anleihebedingungen vereinbart sind.
- Im Vergleich zum Erwerb des entsprechenden Basiswertes entgehen dem Anleger mögliche Dividendenzahlungen (jedenfalls bis zum Zeitpunkt der Wandlung in den Basiswert, also die Aktie).

## Rechtsfragen
Unter dem Namen Wandelschuldverschreibung werden in § 221 Aktiengesetz die rechtlichen Rahmenbedingungen für die Begebung einer Wandelanleihe durch eine Aktiengesellschaft mit dem Recht zur Wandlung in Aktien dieser Aktiengesellschaft (nur „eigene Aktien“; so nach herrschender Meinung, auch wenn dies im Gesetz nicht wörtlich steht) beschrieben. Schließt man sich dieser Definition an, so gilt nur bedingt, dass Wandelschuldverschreibung gleich Wandelanleihe ist, die ganz allgemein eine Wandlung in beliebige Aktien erlauben kann.
Besonders kritisch bei der Emission von Wandelanleihen sind die Beschlüsse über das Bedingte Kapital, da diese unbedingt notwendig sind, in letzter Zeit jedoch vermehrt von Aktionären angefochten werden. Da die Beschlussfassung oft lange vor der eigentlichen Emission erfolgt, wird von den Anfechtern dann oft argumentiert, dass die Umstände sich z. B. durch einen stark gestiegenen oder gefallenen Aktienkurs stark verändert haben, so dass die damals eingeräumte Genehmigung die jetzigen Meinungen nicht mehr hinreichend genügt. Da sich noch kein neuer Marktstandard bezüglich dieser Problematik etabliert hat, behelfen sich einige Emittenten mit der Neuschaffung von Ermächtigungen oder mit "alten" Ermächtigungen (>3 Jahre), die bisher nicht erfolgreich angefochten werden konnten.

## Sonderformen der Wandelanleihe

### Umtauschanleihe
Bei der Umtauschanleihe (englisch Exchangeables) wird die Option nicht gegen Aktien des Emittenten, sondern eines dritten Unternehmens getauscht.

### Pflichtwandelanleihe, Zwangswandelanleihe
Eine Pflichtwandelanleihe (englisch mandatory convertible security, (MCS)) ist eine besondere Variante der normalen Wandelanleihe, bei der die Rechte der Investoren eingeschränkt sind. Während der Anleger bei einer herkömmlichen Wandelanleihe bis zum Laufzeitende die Wahl hat, ob er diese in Aktien umwandelt oder nicht, ist bei einer Pflichtwandelanleihe die Wandlung in Aktien spätestens zum Laufzeitende verpflichtend. Dadurch tragen Investoren ein höheres Risiko, im Fall fallender Kurse selbst Renditeverluste zu erleiden. Sie hat somit den Charakter einer Anleihe, die während der Laufzeit einen Kupon zahlt, jedoch spätestens am Ende mit jungen Aktien getilgt wird.
Aufgrund der verpflichtenden Wandlung in Aktien, die über die Ausgabe junger Aktien getätigt wird, stellt die Pflichtwandelanleihe eine indirekte Kapitalerhöhung mit verbundenem Verwässerungseffekt dar. Da diese sich jedoch über einen vergleichsweise langen Zeitraum erstreckt und erst auf den zweiten Blick ersichtlich ist, findet diese Art der Kapitalerhöhung in der Öffentlichkeit bisher weniger Aufmerksamkeit.
Während in den Krisenjahren 2000 bis 2003 eine Reihe von großen Unternehmen (u. a. Alcatel, Credit Suisse, Deutsche Telekom AG, France Telecom und Vivendi) Pflichtwandelanleihen emittiert haben, waren diese auch zu Beginn des Jahres 2008 eher die Ausnahme als die Regel. Ende 2008 zeichnete die Schweiz eine Pflichtwandelanleihe der UBS über sechs Milliarden Franken, um die Bank wegen der Finanzkrise um 2008 mit zusätzlichem Eigenkapital auszustatten. Die Laufzeit war auf 30 Monate angelegt und die maximal auszugebende Aktienanzahl wurde auf 365 Mio. Aktien begrenzt.

### Bedingte Pflichtwandelanleihe (Coco-Anleihe)
Es handelt sich bei Coco-Anleihen um Anleihen, die beim Eintritt vordefinierter Ereignisse – etwa bei Unterschreiten eines Schwellenwertes für die  Eigenkapitalquote – automatisch in Aktien des Emittenten gewandelt werden.
Die Forderung nach Coco-Anleihen ist in den Jahren der Finanzkrise ab 2007 entstanden, da die Anleihebesitzer keinen Teil am Schaden trugen, als die hoch konkursgefährdeten Banken staatliche Hilfe bezogen. Sie haben weiterhin ihre Zinsen bezogen und wussten nach der Rettung mit Sicherheit, dass die Emittenten ihrer Anleihen systemrelevant („Too Big to Fail“) waren. Da durch die Eigenkapitalregeln für Finanzinstitute jede Bank eine gewisse Quote an Eigenkapital halten muss, will man dieses in Zukunft auch durch Coco-Anleihen bewerkstelligen. Da Coco-Anleihen aber auch ein höheres Verlustrisiko mit sich bringen, fällt die Verzinsung höher aus, was sie als Kapitalisierungsinstrument teuer macht.

### Umgekehrte Wandelanleihe
Das Recht der Entscheidung über die Ausübung kann neben den Gläubigern der Anleihe auch der herausgebenden Gesellschaft zustehen. Dies wurde ursprünglich trotz einer fehlenden ausdrücklichen Regelung im Aktiengesetz durch eine Verpflichtung des Gläubigers bei Zeichnung, sein Wandlungsrecht nach Maßgabe einer Entscheidung der Gesellschaft auszuüben, erreicht. Seit der überwiegend am 31. Dezember 2015 in Kraft getretenen Aktienrechtsnovelle 2016 ist diese Form der Wandelanleihe ausdrücklich in § 221 Abs. 1 AktG zugelassen.